# Harpactea subiasi
Harpactea subiasi là một loài nhện trong họ Dysderidae.
Loài này thuộc chi Harpactea. Harpactea subiasi được miêu tả năm 1990 bởi Ferrández.